# 饲养员
饲养员是動物園裡面負責給動物餵食以及給動物飲水的人。飼養員還要給動物洗澡、打掃動物的宿舍、清掃動物糞便，還要注意動物的健康狀況。動物飼養員還要制止遊客隨意投餵動物。此外動物飼養員還有被動物傷害的風險。